# Vera Hohlfeld
Vera Hohlfeld (Erfurt, 24 februari 1972) is een wielrenster en baanrenster uit Duitsland.
Op de Duitse kampioenschappen baanwielrennen werd Hohlfeld in 1992 derde op het onderdeel achtervolging.
In 1996 reed Hohlfield op de Olympische Zomerspelen van Atlanta naar de vierde plaats, net buiten de medailles.
In 2001 won Hohlfeld de Ronde van Bern.
- Gemeinsame Normdatei: 1285322037
- Virtual International Authority File: 657168109533943630002